# Бребу (комуна, Прахова)
Бребу (рум. Brebu) — комуна у повіті Прахова в Румунії. До складу комуни входять такі села (дані про населення за 2002 рік):
- Бребу-Меджієшеск (2837 осіб)
- Бребу-Минестірей (3385 осіб) — адміністративний центр комуни
- П'єтрічауа (1291 особа)
- Поду-Кеїй (206 осіб)

Комуна розташована на відстані 86 км на північ від Бухареста, 33 км на північний захід від Плоєшті, 54 км на південь від Брашова.

## Населення
За даними перепису населення 2002 року у комуні проживали 7719 осіб.
Національний склад населення комуни:
| Національність | Кількість осіб | Відсоток |
| -------------- | -------------- | -------- |
| румуни         | 7709           | 99,9%    |
| угорці         | 9              | 0,1%     |
| італійці       | 1              | < 0,1%   |

Рідною мовою назвали:
| Мова       | Кількість осіб | Відсоток |
| ---------- | -------------- | -------- |
| румунська  | 7711           | 99,9%    |
| угорська   | 7              | 0,1%     |
| італійська | 1              | < 0,1%   |

Склад населення комуни за віросповіданням:
| Релігія        | Кількість осіб | Відсоток |
| -------------- | -------------- | -------- |
| православні    | 7667           | 99,3%    |
| п'ятдесятники  | 26             | 0,3%     |
| римо-католики  | 13             | 0,2%     |
| адвентисти     | 6              | 0,1%     |
| реформати      | 4              | 0,1%     |
| греко-католики | 2              | < 0,1%   |
| баптисти       | 1              | < 0,1%   |

## Зовнішні посилання
- Дані про комуну Бребу на сайті Ghidul Primăriilor